# Can Cases (Alpens)
Can Cases és una obra d'Alpens (Lluçanès) inclosa a l'Inventari del Patrimoni Arquitectònic de Catalunya.

## Descripció
Casa de planta rectangular quasi quadrada amb els murs de pedres irregulars i morter, amb pedres cantoneres ben tallades. La teulada, a doble vessant, és frontal a la façana principal, que consta de planta i dos pisos, el superior amb porxo. Totes les obertures tenen la llinda de fusta, també l'obertura del porxo de la part superior. A la part esquerra de la façana hi té un cobert afegit.